# Dally Castle
Dally Castle ist eine Burgruine etwa 8 km westlich von Bellingham Castle in der englischen Grafschaft Northumberland.

## Geschichte
Anfang des 13. Jahrhunderts ließ vermutlich David Linsey in seiner Grundherrschaft Chirdon ein befestigtes Hallenhaus im damals für die Gegend typischen Stil erbauen. Das Haus stand auf einer Hügelkette, war zweistöckig, hatte besonders dicke Wände und das Erdgeschoss war mit Säulen versehen. Im Nordwesten war es durch einen tiefen Burggraben geschützt. In jeder Giebelwand befand sich eine Schießscharte in der Mitte und in den beiden anderen Wänden je drei weitere.
1237 wurde Dally Castle erstmals urkundlich erwähnt. 1289 konfiszierte es König Eduard I. und gab es 1296 John Swinburne zu Lehen.
Um 1300 wurde Dally Castle zu einem dreistöckigen Wohnturm mit quadratischen Türmen an drei der Gebäudeecken umgebaut. 1326, erneut in den Händen der Krone, diesmal unter König Eduard II., wurde es von den schottischen Truppen bei einem ihrer Überfälle auf Nordengland niedergebrannt.
Im Jahre 1604 befand sich die wieder aufgebaute Burg in Händen der Familie Dodds. Im 18. Jahrhundert war das Anwesen bereits ohne Dach, und Anfang des 19. Jahrhunderts waren die meisten Bausteine zur Verwendung in anderen Gebäuden der Gegend abtransportiert.

## Weitere Ruinen
Unmittelbar östlich anschließend an die Ruinen von Dally Castle fanden sich die Fundamente eines Gebäudes, das man für eine Kapelle hält. Weiter östlich befinden sich Spuren von Fundamenten eines kleineren Hauses mit quadratischem Grundriss.

## Dally Castle House

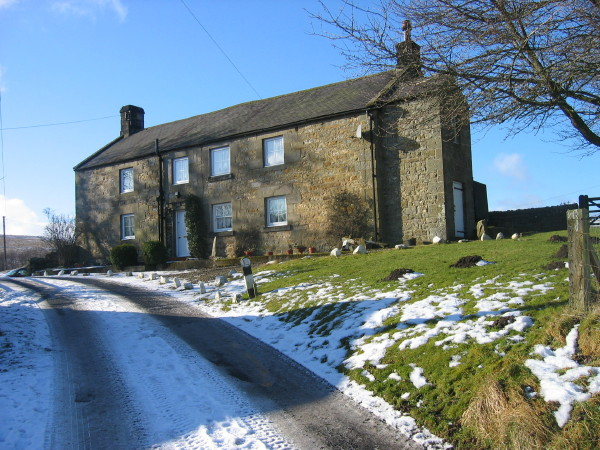
Dally Castle House

Dally Castle House, ein Bauernhaus, wurde im 18. Jahrhundert neben der Burg errichtet.